# Неллі Дінер
Неллі Гедвіга Дінер (нім. Nelly Hedwig Diener, 5 лютого 1912 — 27 липня 1934) — перша європейська стюардеса.
Дінер почала літати на рейсах компанії Swissair 1 травня 1934 року і стала відомою як «Повітряний янгол» (нім. Engel der Lüfte). Дінер загинула в аварії поблизу Тутлінгена 1934 року. Усі три члени екіпажу та дев'ять пасажирів загинули.